# 57 secondi
57 secondi (57 Seconds) è un film del 2023 diretto da Rusty Cundieff, scritto da Cundieff e Macon Blair e interpretato da Josh Hutcherson e Morgan Freeman. È basato sul racconto Lucifer di E. C. Tubb.

## Trama
Il blogger Franklin sventa un attacco contro Anton Burrell, un visionario guru della tecnologia che gli è stata data la possibilità di intervistare. Trova un anello che Burrell ha lasciato cadere e scopre che dà a chi lo indossa la capacità di viaggiare 57 secondi nel passato. Franklin decide di usarla per vendicarsi dell'azienda farmaceutica responsabile della morte della sorella gemella.

## Produzione
Le riprese sono iniziate l'11 aprile 2022 a Lafayette, in Louisiana.
L'Acadiana Advocate ha riferito che Freeman è stato visto a Lafayette nel marzo 2022, mentre cercava location per il film. È stato anche riferito che stava "scrivendo parti della sceneggiatura".

## Distribuzione
Il film è stato distribuito nelle sale e in digitale da The Avenue il 29 settembre 2023.

## Accoglienza
Sul sito aggregatore di recensioni Rotten Tomatoes, il 14% delle recensioni di 7 critici è positivo, con una valutazione media di 4,5/10.